# Électrolyse à oxyde solide

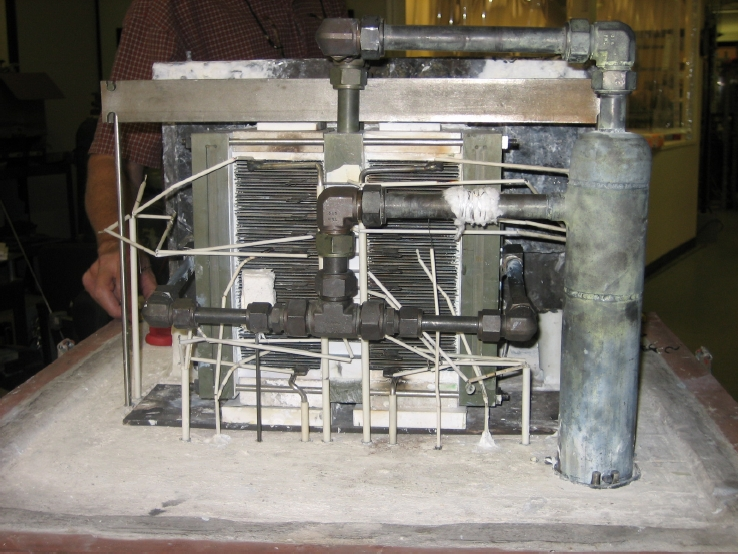
Module expérimental de deux piles de 60 cellules d'électrolyse visibles au centre, installé avec ses alimentations et ses conduits.

L'électrolyse à oxyde solide est un procédé d'électrolyse de l'eau H2O ou du dioxyde de carbone CO2 à l'aide d'électrolytes constitués d'oxydes solides, notamment de céramiques, afin de produire de l'oxygène O2 et de l'hydrogène H2 ou du monoxyde de carbone CO, selon les réactions 2 H2O ⟶ 2 H2 + O2 et 2 CO2 ⟶ 2 CO + O2 respectivement. La production d'hydrogène par cette voie est intéressante car d'empreinte écologique réduite et offrant un moyen de stockage de l'énergie alternatif aux accumulateurs. En ce premier tiers du 21e siècle, l'électrolyse reste la méthode la plus prometteuse pour la production d'hydrogène à partir de l'eau en raison de son efficacité élevée et de ses besoins énergétiques modérés en comparaison des procédés thermochimiques et photocatalytiques. La seconde réaction est intéressante notamment dans le cadre de l'exploration spatiale, par exemple pour fournir de l'oxygène à des systèmes de support de vie ou pour produire les propergols nécessaire au retour sur Terre par utilisation des ressources in situ pour une mission habitée vers Mars, l'atmosphère martienne étant constituée à 95 % de CO2.

## Principe et fonctionnement appliqués à l'électrolyse de l'eau
L'électrolyse à oxyde solide requiert des températures compatibles avec l'électrolyse à haute température, généralement comprises entre 500 et 850 °C. Ce sont des températures semblables à celles nécessaires au fonctionnement des piles à combustible à oxyde solide. Les réactions nettes pour une mole d'eau H2O sont indiquées ci-dessous, la réduction de l'eau  H2O en hydrogène H2 intervenant à la cathode et l'oxydation en oxygène O2 intervenant à l'anode :
2 H2O + 4 e− ⟶ 2 O2− + 2 H2↑ à la cathode (réduction) ;
2 O2− ⟶ 4 e− + O2↑ à l'anode (oxydation).
L'électrolyse de l'eau à 25 °C consomme au moins 285,83 kJ/mol et devient de plus en plus endothermique lorsque la température augmente. Une partie de la chaleur peut être apportée par effet Joule au cours de l'électrolyse à haute température. Des études examinent la possibilité de faire intervenir des capteurs solaires thermiques ou des sources géothermiques.
Le rôle d'un électrolyseur est de cliver la vapeur d'eau en hydrogène et oxygène. La vapeur diffuse à travers la cathode poreuse. L'application d'une tension électrique entre les électrodes fait circuler la vapeur jusqu'à l'interface entre la cathode et l'électrolyte, au niveau de laquelle les molécules d'eau H2O sont clivées en hydrogène H2 et anions oxyde O2−, ces derniers provenant de la réduction des atomes d'oxygène par deux électrons chacun. L'hydrogène diffuse à rebours à travers la cathode et est récupéré à sa surface pour être stocké tandis que les anions oxyde circulent à travers l'électrolyte : ce dernier doit être suffisamment dense pour bloquer la diffusion de la vapeur d'eau et de l'hydrogène à travers lui, ce qui conduirait à la recombinaison de l'hydrogène avec l'oxygène pour redonner de l'eau, annulant la réaction ; parvenus au niveau de l'interface entre l'électrolyte et l'anode, les anions oxyde sont oxydés en cédant à l'anode deux électrons chacun, ce qui redonne des atomes d'oxygène neutres, qui se recombinent pour former de l'oxygène, récupéré à la surface de l'anode pour être stocké.

## Matériaux
Les cellules à électrolyse à oxyde solide sont bâties sur le modèle des piles à combustibles à oxyde solide, avec une cathode côté combustible, une anode côté oxygène, et un électrolyte en céramique.

### Cathode
Le matériau le plus couramment employé pour les cathodes de cellules d'électrolyse à oxyde solide est la zircone stabilisée à l'oxyde d'yttrium dopée au nickel, ou Ni:YSZ. Les propriétés catalytiques de ce matériau sont cependant dégradées par l'oxydation du nickel consécutif à la pression partielle élevée en vapeur d'eau et à faible pression partielle d'hydrogène. Une pérovskite telle que le manganite de lanthane dopé au strontium (LSM) La1−xSrxMnO3 est également couramment employée comme cathode. On a montré que le dopage du LSM au scandium pour former du LSMS La1−xSrxMn1−yScyO3−δ favorise la mobilité des anions oxyde O2− dans la cathode en introduisant des lacunes d'oxygène, augmentant la cinétique de réduction à l'interface avec l'électrolyte et améliorant ainsi les performances à basse température ; les paramètres de frittage doivent cependant être ajustés pour limiter la précipitation d'oxyde de scandium Sc2O3 dans la structure cristalline de la pérovskite, ce qui réduit la mobilité des électrons et des anions oxydes dans le matériau. D'autres matériaux sont également étudiés, comme les LSCM, qui contiennent du chrome et sont plus stables en conditions moins réductrices, c'est-à-dire avec une pression partielle en hydrogène pH2 faible ou nulle, ou les LSCMS, avec du scandium, qui présentent une conductivité ionique élevée malgré leur coût en raison du scandium et offrent une efficacité élevée à des températures de seulement 700 °C.

### Électrolyte
Comme pour les piles à combustible à oxyde solide, l'électrolyte le plus couramment employé dans les cellules d'électrolyse à oxyde solide est la zircone stabilisée à l'oxyde d'yttrium à 8 % molaires, généralement écrite 8YSZ. La zircone ZrO2 est utilisée en raison de sa résistance mécanique élevée, de son point de fusion élevé (2 680 °C) et de sa très bonne résistance à la corrosion. L'oxyde d'yttrium(III) Y2O3 est introduit pour stabiliser la phase tétragonale à température ambiante, là où la zircone présente normalement une structure cristalline monoclinique : cette transition de phase s'accompagne de changements de volume importants qui génèrent des contraintes mécaniques au niveau des joints de grains, lesquelles font apparaître des fissures qui dispersent les porteurs et dégradent les propriétés générales du matériau. Outre le 8YSZ, on trouve également des électrolytes en zircone stabilisée à l'oxyde de scandium Sc2O3 (ScSZ), des électrolytes à base de cérium ou encore des matériaux à base de gallate de lanthane LaGaO3. Les conditions de fonctionnement d'une cellule d'électrolyse sont différentes de celles d'une pile à combustible, ce qui peut faire apparaître des problèmes comme une concentration de vapeur élevée au niveau de la cathode et des pressions partielles d'oxygène pO2 élevées à l'interface entre l'électrolyte et l'anode. On a pu montrer que le fait d'alterner le fonctionnement d'une cellule entre électrolyse et pile à combustible a pour effet de réduire l'accumulation de pression partielle d'oxygène et augmente sensiblement la durée de vie de la cellule d'électrolyse.

### Anode
Le manganite de lanthane dopé au strontium (LSM) La1−xSrxMnO3 est le matériau le plus couramment employé comme anode de cellule d'électrolyse à oxyde solide. Il est efficace en condition d'électrolyse parce qu'il se forme des lacunes d'oxygène dans sa structure cristalline pérovskite sous l'effet de la polarisation anodique, lacunes qui facilitent la diffusion de l'oxygène. De plus, le fait d'imprégner le LSM avec des nanoparticules d'oxyde de cérium dopé au gadolinium (GDC) Gd:CeO2 augmente la durée de vie des cellules en limitant le délaminage de l'anode d'avec l'électrolyte. Le nickelate de néodyme Nd2NiO4+δ intégré à une cellule d'électrolyse à oxyde solide commerciale permet 1,7 fois la densité de courant des anodes LSM typiques en fonctionnant à 700 °C, et jusqu'à 4 fois en fonctionnant à 800 °C ; on pense que l'augmentation des performances de ce matériau résulte de sa « sur-stœchiométrie » en oxygène qui en fait un meilleur conducteur à la fois des électrons et des anions oxyde O2−.

## Considérations particulières
Les cellules d'électrolyse à oxyde solide ont pour avantage d'être efficaces, durables, polyvalentes, peu polluantes et d'engendrer des coûts d'exploitation modérés. Leur gros inconvénient cependant est leur température de fonctionnement élevée, qui demande des temps de démarrage et de mise au repos élevés, et qui engendrent des problèmes d'incompatibilité entre matériaux aux coefficients de dilatation thermique différents ainsi que de diffusion des matériaux les uns dans les autres, d'où une certaine instabilité chimique. 
Le fonctionnement de toute pile à combustible devrait en théorie pouvoir être inversé compte tenu de la nature réversible des réactions chimiques pour en faire une cellule d'électrolyse, cependant une pile à combustible est généralement optimisée pour fonctionner selon un mode déterminé et ne se prête pas nécessairement au fonctionnement inverse : elles ne sont généralement pas très efficaces en condition d'électrolyse à moins qu'elles aient été élaborées pour l'être, comme c'est le cas des cellules d'électrolyse à oxyde solide ou d'électrolyse à haute pression (en) et des piles à combustible réversibles. Des recherches visent à réaliser des piles à combustible à oxyde solide susceptibles de fonctionner dans les deux sens.
La principale cause de dégradation des piles à combustible fonctionnant comme cellules d'électrolyse est le délaminage de l'anode d'avec l'électrolyte. Ce phénomène résulte de la pression partielle d'oxygène pO2 à l'interface entre l'anode et l'électrolyte. Les pores de l'anode et de l'électrolyte tendent à accumuler l'oxygène, ce qui génère des concentrations de contraintes dans le matériau environnant, contraintes susceptibles de conduire au délaminage lorsqu'elles excèdent la résistance du matériau à l'interface anode/électrolyte. La pression partielle d'oxygène est réduite lorsqu'on accroît la résistance électrique à l'interface électrolyte/anode tout en y diminuant la résistance ionique. Le délaminage de l'anode d'avec l'électrolyte accroît la résistance globale de la cellule d'électrolyse et nécessite une tension de fonctionnement plus élevée afin de stabiliser le courant. Cependant, augmenter la tension de fonctionnement tend à augmenter la pression partielle d'oxygène à l'interface électrolyte/anode, ce qui accélère la dégradation du dispositif.

## Applications
Les applications de l'électrolyse à oxyde solide vont de la production de combustible à la synthèse chimique en passant par le recyclage du dioxyde de carbone. Outre la production d'hydrogène et d'oxygène, les cellules d'électrolyse à oxyde solide peuvent également produire du gaz de synthèse à partir de vapeur d'eau et de dioxyde de carbone, ce qui permet d'envisager des applications dans le stockage de l'énergie.
En avril 2021, le MIT a testé avec succès sur la planète Mars une réalisation de cellule d'électrolyse à oxyde solide pour produire de l'oxygène à partir du CO2 de l'atmosphère martienne avec l'instrument MOXIE.

## Modes de fonctionnement
Les cellules d'électrolyse à oxyde solide peuvent fonctionner selon trois modes : exothermique, endothermique et thermoneutre. En fonctionnement exothermique, la température de la pile de cellules d'électrolyse croît par accumulation de chaleur lorsque l'énergie dissipée par le système est supérieure à l'énergie consommée par l'électrolyse. Cette température sert à préchauffer les gaz admis dans les cellules et vient en complément ou en remplacement de sources de chaleur externes, tandis que la consommation énergétique des cellules augmente. En fonctionnement endothermique, l'énergie dissipée par le système est inférieure à l'énergie consommée par l'électrolyse, et la température de la pile de cellules décroît. Le fonctionnement thermoneutre est atteint lorsque l'énergie dissipée par le système est entièrement consommée par l'électrolyse, ce qui maintient constante la température de la pile de cellules.